# Emmanuel de Martonne

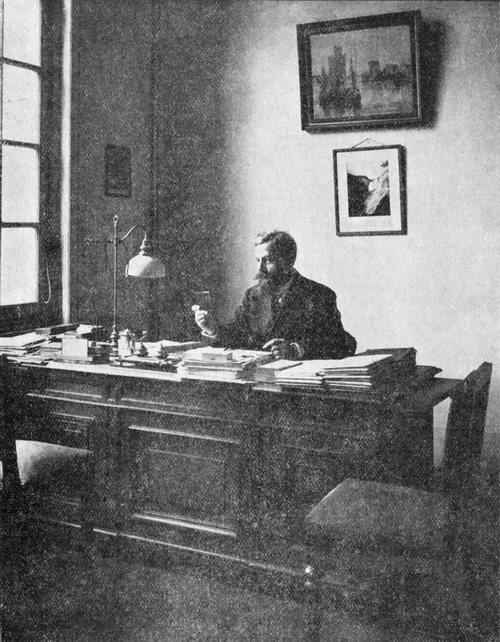
Emmanuel de Martonne

Emmanuel de Martonne (1 april 1873 – 24 juli 1955) was een Frans geograaf.

## Levensloop
De Martonne werd op 1 april 1873 geboren in Chabris in het dal van de Cher. Op zijn 19e werd hij toegelaten tot École normale supérieure in Parijs. Drie jaar later studeerde hij af met een graad in de geschiedenis en de geografie. Hij was net als Albert Demangeon een leerling van Paul Vidal de La Blache. Hij volgde ook colleges in de geologie, de meteorologie en de topografie. Hij kreeg een beurs om in Berlijn verder te studeren bij Ferdinand von Richthofen en in Wenen bij Walter Penck en Julius Hann. In Berlijn en Wenen maakte hij kennis met het laboratoriumwerk van de Duitse geografen. Dat was tot dan toe onbekend in de opleiding van de Franse geografie. Hij leerde Duits en Roemeens en reisde te voet door grote delen van Centraal-Europa.
In 1899 werd De Martonne benoemd aan de Universiteit van Rennes, waar hij in korte tijd een geografisch laboratorium op zette naar Duits model. In 1900 huwde hij Joséphine Vidal de la Blache en in 1905 vertrok hij naar Lyon waar hij ook een geografisch laboratorium inrichtte. In 1904 was hij met Vidal de la Blache bij het 8e Congres van de International Geographical Union in Washington, waar hij een lezing gaf over de Karpaten. Hij legde er de basis voor veel persoonlijke contacten met Amerikaanse geografen. 
In 1909 werd hij benoemd aan de Sorbonne, eerst voor het geven van colleges. In 1919 volgde hij Paul Vidal de la Blache op als hoogleraar. Net als in Rennes en Lyon zorgde hij ook hier voor een Institut de Géographie, waarvan hij in 1927 directeur werd. Hij bleef dat tot zijn emeritaat in 1944. Met dit instituut maakte hij zich met een meer natuurwetenschappelijke koers los van de Faculteit der Letteren.
In 1902 en in 1907 leverde De Martonne twee proefschriften af, beide over delen van Roemenië.
Tussen 1919 en 1920 maakte hij deel uit van de door de Franse regering ingestelde studiecommissie ter voorbereiding van de besprekingen over indeling van Europa na de Eerste Wereldoorlog.
Door zijn buitenlandse reizen beschikte De Martonne over een groot internationaal netwerk. Hij had ook tal van belangrijke organisatorische functies. Van 1922-1927 was hij president van de Société Météorologique de France. In 1931 organiseerde hij het 13e Congres van de International Geographical Union in Parijs. Tussen 1938 en 1949 was hij president van de International Geographical Union. Tijdens het IGU-Congres van 1949 in Lissabon werd hij benoemd tot erelid. In 1940 werd hij lid van de Académie des Sciences. Van 1947-1952 was hij voorzitter van de Société de Géographie.
Hij onderhield zijn hele carrière nauwe banden met de Universiteit van Cluj in Roemenië waar hij de grondlegger was van het Geografisch Instituut.

## Wetenschappelijk werk

### Roemenië
In Roemenië was er gedurende de 19e eeuw weinig werk gedaan op het gebied van de geomorfologie en daarom vond De Martonne het een interessant onderzoeksgebied. Vanaf 1890 publiceerde hij meer dan 70 artikelen en boeken over de geografie van dit land, waaronder twee proefschriften. Het eerste was een regionale monografie van Walachije waarmee hij in 1902 het doctoraat in de Letteren verkreeg. Het tweede proefschrift was meer natuurwetenschappelijk van aard. Het onderwerp was de geomorfologie van de Transsylvaanse Alpen, met name van het massief van het Bihor en het massief van het Banaat. Hij verdedigde het in 1907 en verkreeg zo een doctoraat in de natuurwetenschappen. Het was een standaardwerk voor de Roemeense geomorfologie tot de jaren 30 van de 20e eeuw.

### Traité de Géographie physique
De eerste editie van de ‘Traité’ verscheen in 1909. Het boek telde 910 pagina’s en bijna 400 figuren en kaarten. Het werd al gauw hét handboek voor de fysische geografie in Frankrijk en het zou leidend zijn in het onderwijs voor meer dan een halve eeuw in Frankrijk en ook daarbuiten.
‘The Traité was remarkable for its breath of outlook, clarity of explanation, sanity in choice of examples - despite some pardonable chauvinism - and visual embellishment’.
Een tweede, licht gewijzigde druk volgde in 1913 en een derde in 1920. Ingekorte versies verschenen in 1922, 1928, 1932 en 1939 en vertalingen daarvan in het Engels, Pools en Spaans.
De vierde druk werd grondig herzien en uitgebreid. De inhoud werd nu verdeeld over drie delen. In het eerste deel werden de algemene beginselen behandeld en verder het klimaat en de hydrografie. Dit deel verscheen in 1925 en telde 496 pagina’s. In 1926 verscheen deel 2 (560 pagina’s) en daarin werd het reliëf behandeld. Voor het derde deel over biogeografie werkte De Martonne samen met Auguste Chevalier en Lucien Cuénot. Het verscheen 1927 en telde 461 pagina’s. De drie delen waren voorzien van een groot aantal illustraties waaronder de voor De Martonne zo typerende blokdiagrammen. Deze vierde druk werd daarna nog meerdere malen herdrukt. De 10e editie  verscheen in 1957-58.
Met de Traité voorzag De Martonne de fysische geografie van een consistent begrippenapparaat op basis waarvan classificaties konden worden geconstrueerd. De Martonne ging intuïtief te werk. Op de basis van beschrijving en ordening van natuurlijke verschijnselen ontstonden classificaties en generalisaties. Hij hanteerde daarbij drie principes: het vastleggen van de spreiding van de geografische verschijnselen, het generaliseren van de observaties en het zoeken naar causale verbanden. Bij het laatste principe was de historische of genetische ontwikkeling van belang. De Martonne sloot in dit opzicht aan bij de opvattingen van William Morris Davis.

### Vredesconferenties 1919-1920
Aan het einde van de Eerste Wereldoorlog vormde de Franse regering een studiecommissie ter voorbereiding van de vredesonderhandelingen. In deze commissie zaten voornamelijk historici en geografen. De voorzitter was de historicus Ernest Lavisse, vice-voorzitter was de geograaf Paul Vidal de La Blache (tot zijn dood in 1918) en De Martonne was secretaris. Tijdens de vredesconferenties zelf was De Martonne adviseur van de Franse politici André Tardieu en Georges Clemenceau. Nadat de studiecommissie advies had gegeven over de grenzen in Noord-Frankrijk verschoof de aandacht naar het ingewikkelde verloop van de grenzen in Oost-Europa.
Voor de herziening van de grenzen in Centraal-Europa was de expertise van De Martonne van groot belang. Hij had een grondige kennis van delen van Centraal-Europa en vooral van het Roemeense grondgebied en hij beheerste ook de Roemeense taal: ‘C’est de Martonne qui décide des nouvelles frontières de la Roumanie au détriment de la Hongrie et c’est lui qui trace, pour la Pologne, le fameux « corridor de Dantzig »’.
Roemenië had zich in 1916 aangesloten bij de Geallieerden en toezeggingen gekregen voor een gebiedsuitbreiding met (delen) van het Banaat, Boekowina en Transsylvanië. Na de val van de Donaumonarchie en na de Hongaars-Roemeense oorlog werden bij de verdragen van Neuilly (1919) en Trianon (1920) de grenzen definitief vastgesteld. Roemenië kreeg een deel van het Banaat en grote delen van Transsylvanië. Bessarabië werd na een referendum onder de bevolking toegewezen aan Roemenië. Bulgarije moest Dobroedzja aan Roemenië afstaan.
Bij de adviezen over de toekomstige grenzen van Roemenië speelden thematische kaarten over de spreiding van de bevolking een grote rol. De Martonne was verantwoordelijk voor de kaarten waarop de spreiding van de verschillende etnische en nationale groepen (zoals Duitsers, Hongaren, Serviërs en Roemenen) was afgebeeld. Hij maakte een onderscheid tussen de stedelijke en de plattelandsbevolking, een onderscheid dat tot dan toe niet zichtbaar was gemaakt op etnografische kaarten. In Transsylvanië was dit onderscheid gunstig voor de Roemeense gebiedsclaims, omdat de plattelandsbevolking overwegend Roemeens was en de stedelijke bevolking voornamelijk Hongaars.
Hoewel de rol van de geografen bij de vredesconferenties in hiërarchische zin ondergeschikt was aan die van de diplomaten, was hun expertise toch vaak bepalend voor het uiteindelijke verloop van de grenzen in Centraal-Europa

## Publicaties, een selectie
- 1902 La Valachie, Paris, Armand Colin, (thèse de doctorat).
- 1906 Recherches sur l'évolution morphologique des Alpes de Transylvanie (Karpates méridionales), Paris, Delagrave, (thèse de doctorat)
- 1909 Traité de géographie physique : Tome 1: Notions générales, Climat, Hydrographie. Tome 2: Relief du sol. Tome 3: Biogéographie, Paris, Armand Colin, (meerdere edities)
- 1921 Les régions géographiques de France, Paris, Flammarion
- 1922 Abrégé de géographie physique, Paris, Armand Colin
- 1926 Les Alpes. Géographie générale, Paris, Armand Colin
- 1930-31 Géographie universelle (dir. Vidal de la Blache, Gallois), tome IV : Europe centrale, Paris, Armand Colin, deux volumes
- 1942 Géographie physique de la France, Paris, Armand Colin
- 1948 Géographie aérienne, Paris, Albin Michel
- 1948 La découverte aérienne du monde (red), Horizons de France
- 1942 Géographie universelle (red. Vidal de la Blache, Gallois), tome VI : La France physique, Paris, Armand Colin